# كيفن باس
كيفن باس (بالإنجليزية: Kevin Bass)‏ هو لاعب كرة قاعدة أمريكي، ولد في 12 مايو 1959 في ريدوود في الولايات المتحدة.

## وصلات خارجية
- كيفن باس على موقعبيزبول رفرنس.كوم (الدوري الرئيسي) (الإنجليزية)
- كيفن باس على موقعبيزبول رفرنس.كوم (الدوري الثانوي) (الإنجليزية)
- كيفن باس على موقع مشجعي الرسوم البيانية (الإنجليزية)